# Kokka
Kokka 國華 (Flor da Nação) refere-se a um publicação periódica de arte oriental, emitida pela primeira vez em outubro de 1889. Kokka foi estabelecido por Okakura Tenshin, pelo jornalista Takahashi Kenzo, e por um patrono de artes que tentaram desafiar a primazia da arte ocidental durante o período Meiji, no Japão. Kokka foi publicado em japonês, integrando alguns resumos em inglês. Pioneiro da impressão fototipia no Japão, a publicação foi reconhecida pela qualidade das suas imagens.